# Gunnar Frieberg

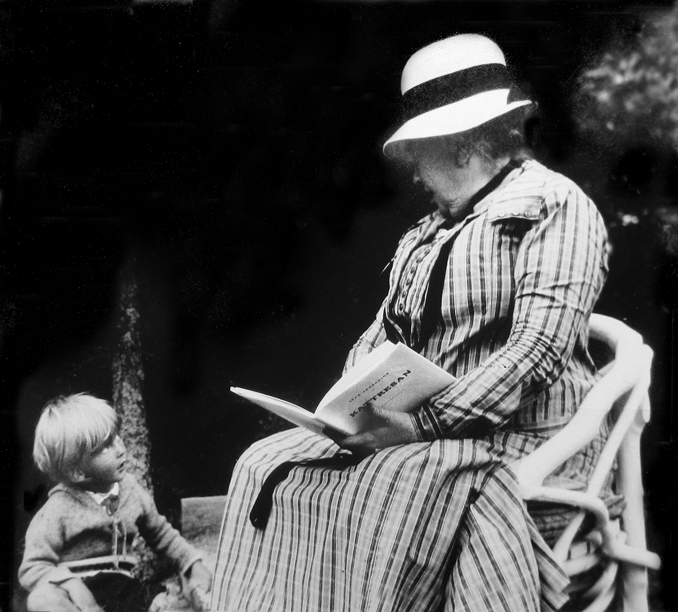
Gunnar Frieberg lyssnar på sin farmor, som läser Kattresan av Ivar Arosenius.

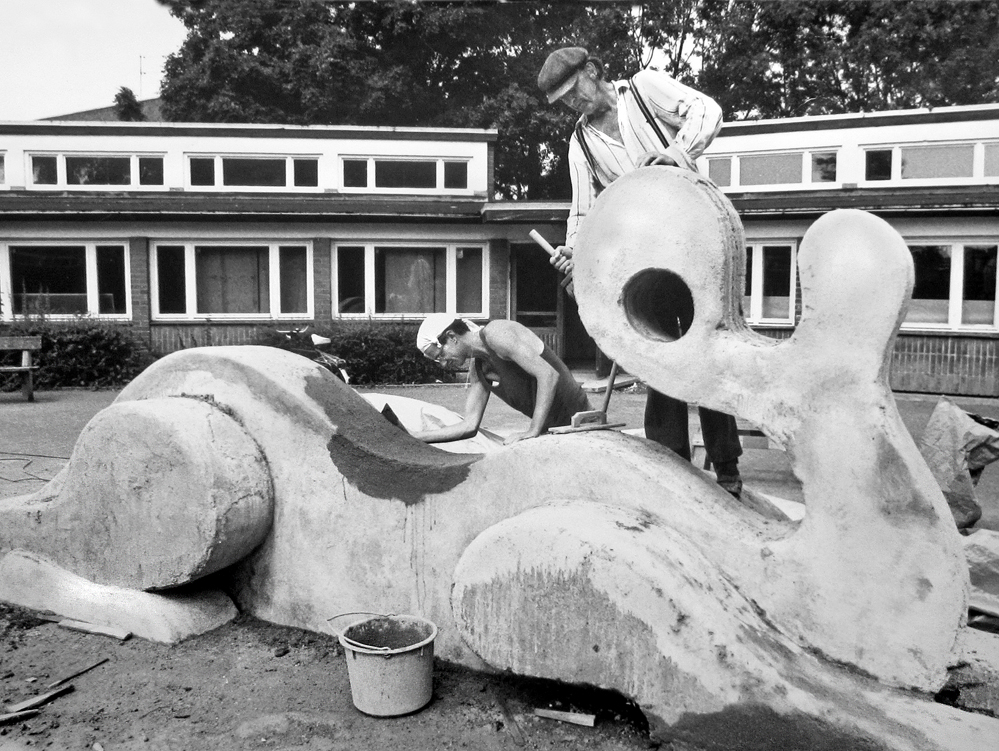
Gunnar Frieberg 1991 under arbetet med lekskulpturen Augusta i Malmö.

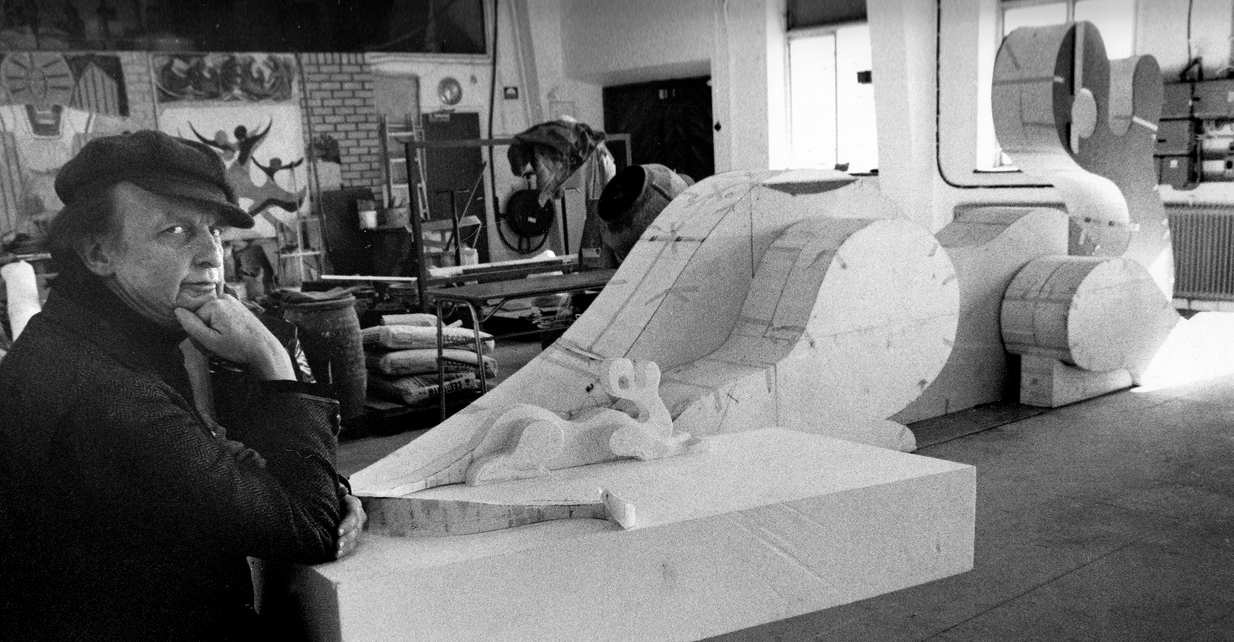
Gunnar Frieberg i sin ateljé med en modell av Augusta med grundstommen i fonden.

Gunnar Ludvig Torstensson Frieberg, född 18 oktober 1927 i Malmö, död 15 januari 2018 i Malmö, var en svensk skulptör, tecknare, filmanimatör och konstpedagog. 

## Biografi
Gunnar Frieberg var son till läkaren Torsten Frieberg och Ester Bruce samt bror till konstnären Gunnel Frieberg. Han utbildade sig i Stockholm och Köpenhamn. Han verkade som tecknare, animatör och scenograf samt som lärare i kroki på Skånska målarskolan.
Han var från 1959 gift med skådespelaren Ulla Rodhe (1932–2012). De fick en son Joakim Frieberg 1960, som blev frilansjournalist och författare.
Gunnar Frieberg är begravd på Sankt Pauli mellersta kyrkogård i Malmö.

## Offentliga verk i urval
- Jätteödlan Augusta, lekskulptur i betong, 1991, Augustenborgskolan i Malmö

## Teater

### Scenografi
| År   | Produktion                                 | Upphovsmän                           | Regi          | Teater                           | Noter |
| ---- | ------------------------------------------ | ------------------------------------ | ------------- | -------------------------------- | ----- |
| 1974 | Sanningens ansikten                        | Sandor Györbiro                      | Andris Blekte | Norrköping-Linköping stadsteater |       |
| 1977 | Mannen som likna en kung Struensee var her | Sven Holm Översättning Ulf Gran      | Ulf Gran      | Teater Proteus                   |       |
| 1982 | Don Ranudo de Colibrados                   | Ludvig Holberg Översättning Ulf Gran | Ulf Gran      | Mercuriusteatern                 |       |